# Viktor Petrenko
Viktor Vasyl'ovyč Petrenko (in ucraino Віктор Васильович Петренко?; traslitterazione anglosassone Viktor Vasylovych Petrenko; Odessa, 27 giugno 1969) è un ex pattinatore artistico su ghiaccio e allenatore di pattinaggio ucraino.
Nel corso della sua carriera ha rappresentato Unione Sovietica, CSI e Ucraina. Dopo aver vinto la medaglia di bronzo ai Giochi olimpici invernali di Calgary 1988, ha conquistato quella d'oro ad Albertville 1992.
È il fratello di Vladimir, a sua volta ex pattinatore di caratura internazionale.

## Biografia

### Carriera sportiva
L'esordio nelle competizioni internazionali risale alla fine del 1984 con in successo nell'NHK Trophy.
A livello olimpico vanta una medaglia di bronzo nel 1988 (alle spalle di Brian Boitano e di Brian Orser e un oro nel 1992 (davanti a Paul Wylie e Petr Barna). Alla sua terza partecipazione, nel 1994, nella quale ebbe l'onore di sfilare quale portabandiera della delegazione ucraina durante la cerimonia inaugurale, si è piazzato quarto (alle spalle di Aleksej Urmanov, Elvis Stojko e Philippe Candeloro) per colpa di una caduta nel programma tecnico che lo ha visto concludere al nono posto quella parte di gara.
Ai Campionati del Mondo Petrenko si è piazzato nono nel 1985, quinto nel 1986, sesto nel 1987, terzo nel 1988 (alle spalle di Boitano e Orser), sesto nel 1989, secondo nel 1990 (dietro a Kurt Browning e davanti a Christopher Bowman), secondo nel 1991 (dietro a Browning e davanti a Todd Eldredge e primo nel 1992 (davanti a Browning e Stojko).
Dopo i successi del 1992 si è ritirato per la prima volta, salvo tornare nel 1994 per i Campionati Europei e le Olimpiadi.
Ai Campionati Europei si è piazzato sesto nel 1985, quarto nel 1986, terzo nel 1987 e nel 1988 (in entrambi i casi dietro ai connazionali Aleksandr Fadeev e Vladimir Kotin), non vi ha partecipato nel 1989 a causa di un infortunio, ed è arrivato al successo nel 1990 e 1991 (in entrambi i casi davanti a Barna e V"jačeslav Zahorodnjuk). Nel 1992 si è piazzato secondo (dietro a Barna e davanti a Aleksej Urmanov) e ha conquistato un ultimo titolo al suo rientro nel 1992 (davanti a Zahorodnjuk e Urmanov).
Ai Goodwill Games del 1990 Petrenko si è classificato secondo (dietro a Browning e davanti a Eldredge).

### Dopo le competizioni
Nel 1992, Petrenko convince la sua allenatrice Halyna Zmijevs'ka a prendere sotto la loro ala protettrice l'orfana ucraina Oksana Bajul, all'epoca quattordicenne. Grazie alla loro guida, la Bajul arriva a vincere la medaglia d'oro ai Giochi Olimpici Invernali di Lillehammer, nel 1994.
Nel 1992, Petrenko sposa Nina Milken, la figlia più grande della Zmijevs'ka. Hanno una figlia, Viktorija, nata il 21 luglio 1997.
Nel 1994 si ritira dalle competizioni. Dopo i Giochi Olimpici del 1994, Petrenko, Zmijevs'ka, Milken e Bajul si trasferiscono negli USA, a Simsbury, Connecticut, ed entrarono a far parte dell'International Skating Center of Connecticut.
Nel gennaio 2004, Petrenko viene arrestato per sospetta guida in stato di ebbrezza (si rifiuta di sottoporsi all'etilometro dopo un incidente automobilistico). In seguito si sottopone a riabilitazione per alcolisti.
Nel 2005, Petrenko, sua moglie Nina e la Zmijevs'ka, lasciano l'International Skating Center of Connecticut, per trasferirsi nel New Jersey. Dall'estate del 2007, Petrenko e Zmijevs'ka diventano allenatori di Johnny Weir e del pattinatore svizzero Stéphane Lambiel (fino all'ottobre del 2008, quando Lambiel è costretto a ritirarsi dalle competizioni a causa di un incidente).
Petrenko ha partecipato al tour Champions on Ice per ben venti stagioni.

## Palmarès
| Internazionali            | Internazionali | Internazionali | Internazionali | Internazionali | Internazionali | Internazionali | Internazionali | Internazionali | Internazionali | Internazionali | Internazionali |
| Evento                    | 1983–84        | 1984–85        | 1985–86        | 1986–87        | 1987–88        | 1988–89        | 1989–90        | 1990–91        | 1991–92        | 1992–93        | 1993–94        |
| ------------------------- | -------------- | -------------- | -------------- | -------------- | -------------- | -------------- | -------------- | -------------- | -------------- | -------------- | -------------- |
| Giochi olimpici invernali |                |                |                |                | 3°             |                |                |                | 1°             |                | 4°             |
| Campionati mondiali       |                | 9°             | 5°             | 6°             | 3°             | 6°             | 2°             | 2°             | 1°             |                |                |
| Campionati europei        |                | 6°             | 4°             | 3°             | 3°             |                | 1°             | 1°             | 2°             |                | 1°             |
| Goodwill Games            |                |                |                |                |                |                |                | 2°             |                |                |                |
| Skate America             |                | 3°             | 2°             |                |                |                | 2°             | 1°             |                |                | 1°             |
| Skate Canada              |                |                |                |                | 3°             | 2°             |                |                |                |                |                |
| Nations Cup               |                |                |                |                |                |                | 2°             |                |                |                | 1°             |
| NHK Trophy                |                |                | 3°             |                |                |                | 1°             | 1°             |                |                |                |
| Prize of Moscow News      |                | 3°             |                |                |                |                |                |                |                |                |                |
| St. Ivel International    |                | 2°             |                |                |                |                |                |                |                |                |                |
| Internazionali: Junior    |                |                |                |                |                |                |                |                |                |                |                |
| Campionati mondiali       | 1°             |                |                |                |                |                |                |                |                |                |                |
| Nazionali                 |                |                |                |                |                |                |                |                |                |                |                |
| Campionati ucraini        |                |                |                |                |                |                |                |                |                |                | 1°             |
| Campionati sovietici      | 3°             |                | 2°             | 2°             | 2°             |                | 2°             | 1°             | 3°             |                |                |